# 南方四賤客 (第二十季)
美國的情景喜劇動畫劇集《南方四賤客》第二十季於2016年9月14日在喜劇中心首播，至12月7日完結，共播出10集。與其他季度一樣，該季所有劇集皆由特雷·帕克擔任導演和編劇。
與前兩季相同，該季的每集劇情皆有連貫性，但與前兩季不同的是，每集劇情之間的安排更加緊密，似乎該季本身就是一系列的故事。該季內容主要諷刺網路白目、懷舊以及2016年美國總統選舉。
該季與第十九季相同，在第3集、第6集和第8集播出之後也會進入「黑暗星期」（意指沒有播放新劇集的星期）。

## 集數
| 總集數 | 集數 （季） | 標題             | 導演      | 編劇      | 首播日期       | 製作 代碼 | 美國收視人數 （百萬） |
| ------ | ----------- | ---------------- | --------- | --------- | -------------- | --------- | --------------------- |
| 268    | 1           | 記得莓？         | 特雷·帕克 | 特雷·帕克 | 2016年9月14日  | 2001      | 2.17                  |
| 269    | 2           | 獵婊行動         | 特雷·帕克 | 特雷·帕克 | 2016年9月21日  | 2002      | 1.58                  |
| 270    | 3           | 失魂落魄         | 特雷·帕克 | 特雷·帕克 | 2016年9月28日  | 2003      | 1.79                  |
| 271    | 4           | 放鳥出籠         | 特雷·帕克 | 特雷·帕克 | 2016年10月12日 | 2004      | 1.82                  |
| 272    | 5           | 灌腸和丹麥酥     | 特雷·帕克 | 特雷·帕克 | 2016年10月19日 | 2005      | 1.32                  |
| 273    | 6           | 科林斯堡         | 特雷·帕克 | 特雷·帕克 | 2016年10月26日 | 2006      | 1.41                  |
| 274    | 7           | Oh, Jeez媽個剉冰 | 特雷·帕克 | 特雷·帕克 | 2016年11月9日  | 2007      | 2.03                  |
| 275    | 8           | 僅限回憶         | 特雷·帕克 | 特雷·帕克 | 2016年11月16日 | 2008      | 1.79                  |
| 276    | 9           | 不好笑！         | 特雷·帕克 | 特雷·帕克 | 2016年11月30日 | 2009      | 1.45                  |
| 277    | 10          | 全季終，就是這樣 | 特雷·帕克 | 特雷·帕克 | 2016年12月7日  | 2010      | 1.82                  |

## 家庭媒體
2017年6月13日，官方發行了第二十季全集的DVD和藍光套裝。

## 外部連結
- Press release from South Park Studios for Season 20 （页面存档备份，存于）